# Església de Sant Quintí
Sant Quintí és una església parroquial al poble de Sant Quintí de Mediona (Alt Penedès) inclosa a l'Inventari del Patrimoni Arquitectònic de Catalunya. L'església parroquial correspon a la de l'antic monestir de Sant Quintí de Mediona, petit priorat benedictí dependent de Ripoll. És documentada des del 962, i el 1097 consta ja com a cel·la monàstica dependent de l'abadia benedictina de Santa Maria de Ripoll. Aquesta comunitat era formada per un o dos monjos ordenats i algun donat. La possessió fou ratificada el 1189 en ocasió d'engrandir o reestructurar el priorat. Al segle xv, però, ja no hi havia prior resident sinó tan sols un administrador. Sant Quintí s'havia convertit en una simple finca de Ripoll. El 1586 s'extingí el priorat i el papa Sixt V l'uní al capítol de la seu de Barcelona. El 1857 fou convertida en parròquia de la vila. Actualment resten alguns vestigis de les dependències monàstiques a l'edifici conegut com la Rectoria Vella. L'edifici actual és una construcció de finals del període gòtic, amb un campanar de torre a l'oest i amb decoració interior i exterior de factura moderna. Al marge de la seva estructura, no conserva cap element que recordi l'època monàstica.